# Телеф
Телеф (грч. Τήλεφος) је у грчкој митологији био оснивач пергамске краљевске лозе, син Херакла и Ауге, кћерке тегеатског краља Алеја.

## Мит о Телефу
Тегеатском краљу Алеју је проречено да ће његова кћерка Ауга да роди сина који ће поубијати своје ујаке. Како би то спречио, краљ је своју кћер поставио за свештеницу богиње Атене и наложио јој да остане девица. Међутим, када је Херакле прошао кроз ту земљу, у стању пијанства је ушао у храм где је затекао и силовао Аугу. Девојка је прећутала овај догађај, али је њен отац ипак сазнао истину када је родила сина. Затворио је кћер и унука у ковчег који је бацио у море. Таласи су ковчег однели на тло Мизије којом је владао краљ Теутрант. Он је оженио Аугу, а њеног сина прихватио као свог.
Према другом предању, када је родила сина, Ауга га је сакрила у Атенином храму и тако починила светогрђе. Због тога, зараза је завладала земљом и краљ се обратио пророчишту за помоћ које му је открило истину. Зато је краљ казнио своју кћер продавши је краљу Теутранту, а за бебу је наредио да се остави на планини. Тамо ју је дојила једна кошута, све док пастири краља Коринта нису пронашли малишана и однеговали га. Они су му и дали име Телеф.
Када је одрастао, младић је отишао у Делфе да сазна ко су му родитељи. Тамо је уместо одговора добио савет да иде у Мизију краљу Теутранту који ће га усвојити. На путу до Мизије, пророчанство се испунило и Телеф је убио своје ујаке. Зато га је краљ Теутрант очистио од греха. У то време Аргонаут Ида је напао Мизију и краљ Теутрант је замолио Телефа за помоћ. Као награду, обећао му је власт над земљом и Аугину руку. Телеф је победио Иду, али се ипак није оженио Аугом, јер су богови послали огромну змију како би раставили мајку од сина и спречили родоскрвнуће.
Телеф је владао Мизијом у време када су Грци кренули у Тројански рат. Грци су се грешком искрцали у овој земљи, мислећи да је у питању Троада и отпочела је борба између њих и Телефа. Телеф се храбро борио, али га је на крају савладао Ахил ранивши га копљем у бутину. Та рана није годинама зацељивала и проречено је да је може излечити само онај ко ју је и нанео. Зато се Телеф, преобучен запутио у Грчку где је грчка војска тражила некога да им покаже пут до Троје. Он се понудио да буде тај који ће им показати пут, али да му Ахил излечи рану. Он је то и учинио уз помоћ мудрог Одисеја који је приметио да је копље извор Телефових недаћа и састругао је рђу са копља којом је зацелио рану. Телеф се заклео да се више неће борити против Грка и показао им пут до Троје.
Као Телефова супруга помиње се Стиоха, са којом је имао сина Еурипила, али се помињу и Хијера, Аргиопа и Лаодика, а као синови Тархон, Тирсен и Рома.

## Телеф у уметности
У унутрашњости Пергамонског жртвеника је фриз који се простире на три зида са рељефом који приказује мит о Телефу.